# Schlierseer Bauerntheater

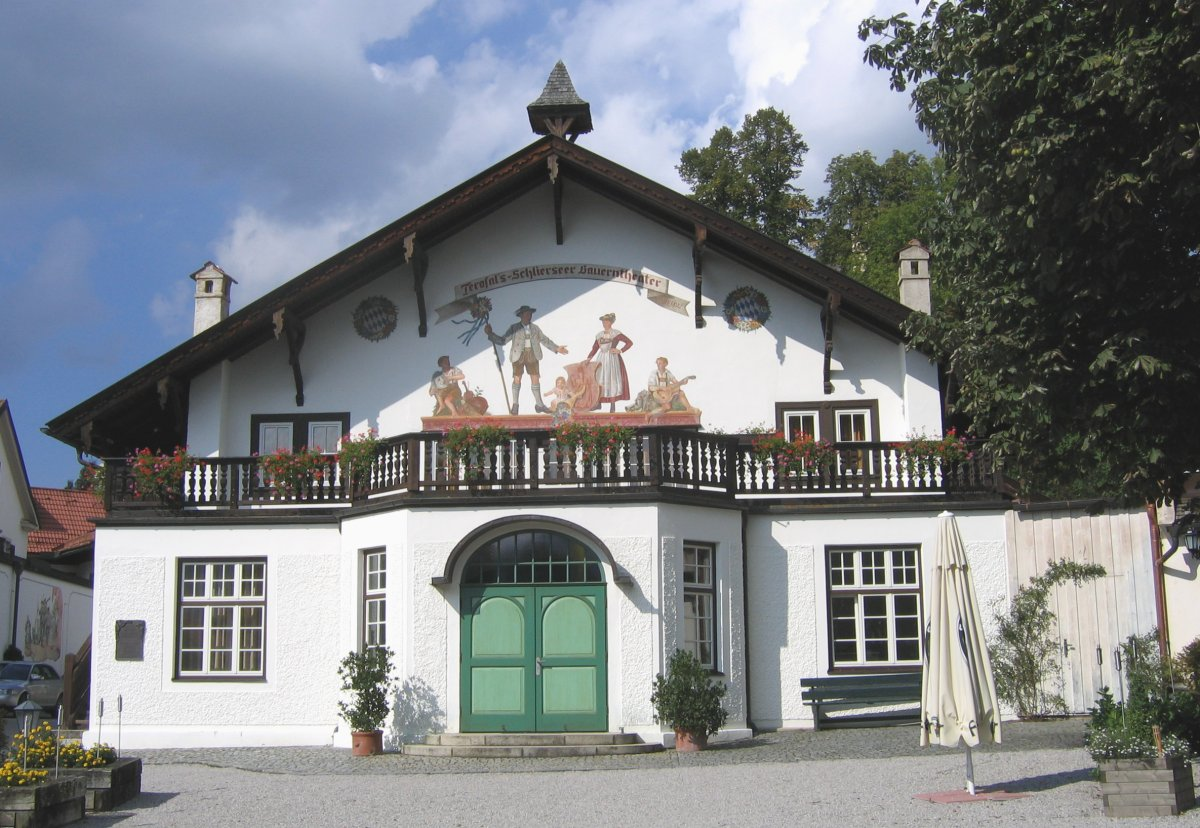
Das Gebäude des Schlierseer Bauerntheaters (2007)

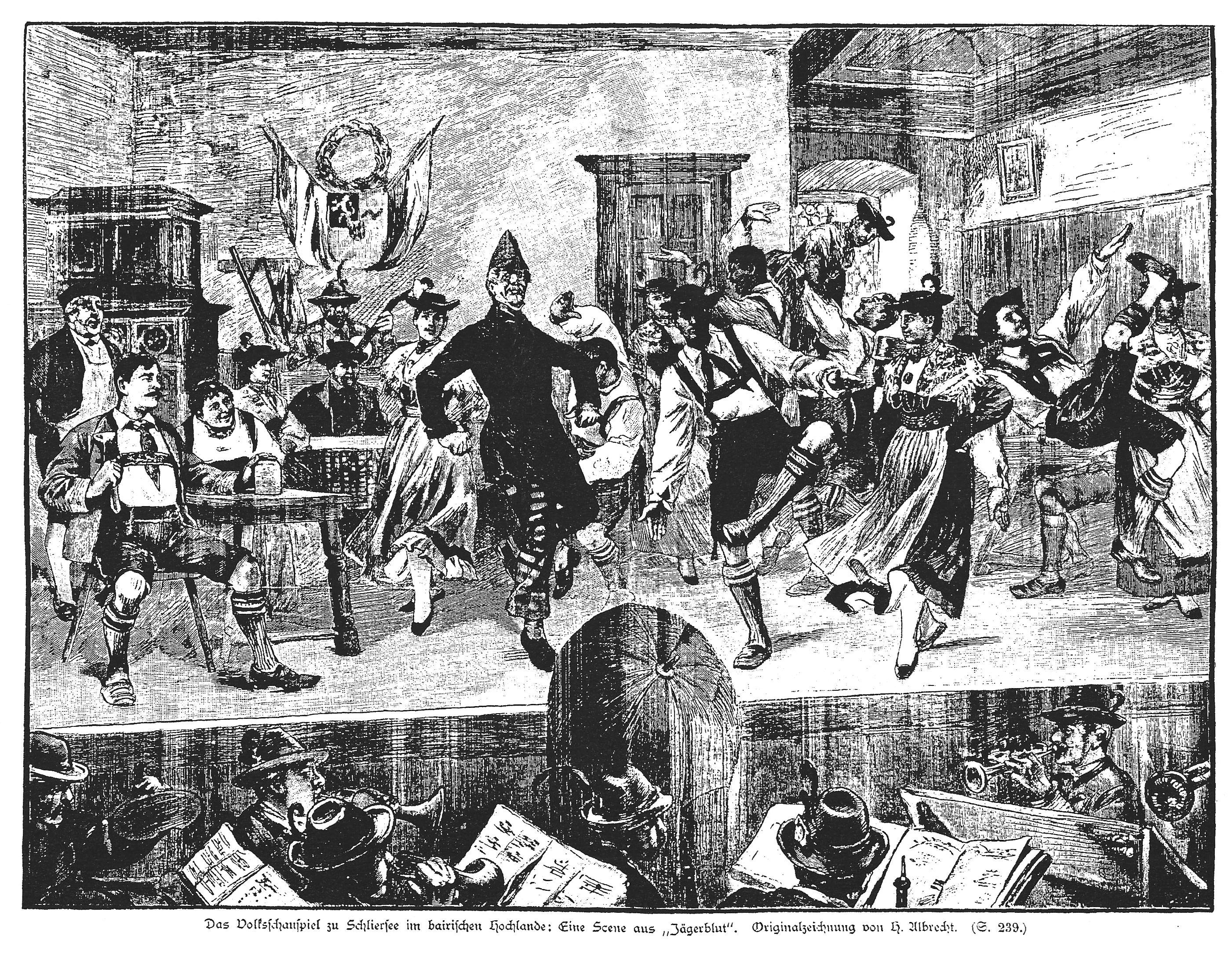
Schlierseer Bauerntheater: Szene aus >Jägerblut<, Holzstich nach Zeichnung von Henry Albrecht, in: Illustrirte Zeitung, Nr. 2617, 26. August 1893

Das Schlierseer Bauerntheater war das erste bayerische Bauerntheater.

## Gründung
Gegründet wurde die Theatergruppe 1892 in Schliersee von Konrad Dreher und Xaver Terofal. Nach den Plänen des Münchner Architekten Emanuel von Seidl wurde im selben Jahr ein Theatergebäude errichtet, das mehr als 450 Besuchern Platz bot. Die wenige Jahre vorher eröffnete Eisenbahnlinie ermöglichte es den Gästen, bequem von München aus nach Schliersee anzureisen und dort in ländlicher Umgebung die Aufführung von Volksstücken zu besuchen.

## Ensemble
Im Gegensatz zur damaligen Gepflogenheit, auch Volksstücke in Mundart mit akademisch ausgebildeten Schauspielern zu besetzen, ging die Schlierseer Bühne einen anderen Weg: Das „echte Leben“ sollte ein Darstellerkreis aus Handwerkern und Bauern lebendig vermitteln. Trotzdem war das Ensemble in Vollzeit für das Theater tätig: in der Sommersaison im Stammhaus in Schliersee und den Winter über auf Gastspielen in Deutschland, Österreich und Übersee.
Zum Ensemble gehörten (1893) u. a. Xaver Terofal und Töchter Anna und Fanny, Willi Dirnberger und Ehefrau Therese (Miesbach), Mathias Gailing, Anna Reil, Marie Riedlechner, Sigmund Wagner, Jakob Weinisch (Schliersee), Michael Dengg (Rottach-Egern).

## Gastauftritte und Reisen
Neben zahlreichen Gastauftritten in München, Frankfurt, Nürnberg, Hamburg, Stuttgart und Wien trat die Truppe 1895 eine große Amerika-Tournee an. Bemerkenswert sind dabei vor allem die Auftritte an der Metropolitan Opera in New York.

## KdF und Frontbühne
Das bäuerliche Schauspiel und die darin gezeigte Lebensart passte gut in die Vorstellung der NS-Machthaber ab 1933. Im Rahmen der nationalsozialistischen Freizeitorganisation „Kraft durch Freude“ wurden Reisen nach Schliersee und Besuche des Bauerntheaters angeboten.
Eine noch stärkere politische Instrumentalisierung erfuhr die Truppe beim Einsatz als „Frontbühne“ in den Jahren 1939 bis 1944. Dabei wurden deutsche Truppenteile in Frankreich, Russland, Griechenland und Polen besucht und mit Vorstellungen populärer Volksstücken unterhalten.

## Neuanfang nach dem Zweiten Weltkrieg
Nach dem Ende des Weltkrieges hatte die Truppe mit großen wirtschaftlichen Problemen zu kämpfen. Ein Brand im Stammhaus machte zudem eine Pause von zwei Jahren nötig.
Das Ensemble fand nicht mehr zu alter Größe zurück und konnte weder mit der Qualität der Stücke noch mit der schauspielerischen Leistung an frühere Zeiten anknüpfen, was jedoch wenig an der Beliebtheit des Schlierseer Bauerntheaters der heutigen Zeit änderte.